# 北83線
北83線 尖山埔－中庄，是位於新北市的一條鄉道，北起新北市鶯歌區尖山里中正二路、八德路路口，南至新北市鶯歌區二橋里新北市、桃園市界，全長2.939公里。本線曾由公路總局代為養護，2001年養護權移交前臺北縣政府工務局。

## 路線說明
新北市
- 鶯歌區：尖山埔（起點， 市道114號岔路）→ 中正二路 → 中正三路 → 中庄（終點，省市界上，接 桃60線）

## 歷史沿革
| 北83線歷史沿革 | 北83線歷史沿革                                           | 北83線歷史沿革                                           |
| 年代           | 本編號沿革                                               | 本路線沿革                                               |
| -------------- | -------------------------------------------------------- | -------------------------------------------------------- |
| 1961年         | 當時為大安埤－永寧線，長0.713公里                        | 編為北桃80線（尖山－栗子園，9.880km）                    |
| 1974年         | 改為大安埤－六份子線，長1.266公里                        | 編為北桃80線（尖山－栗子園，9.880km）                    |
| 1976年         | 解編成為空號                                             | 編為北桃80線（尖山－栗子園，9.880km）                    |
| 1983年         | 原北桃80線改為北桃83線。                                 | 原北桃80線改為北桃83線。                                 |
| 2001年         | 原北桃83線臺北縣路段改編為北83線，桃園縣路段改編桃60線。 | 原北桃83線臺北縣路段改編為北83線，桃園縣路段改編桃60線。 |

## 沿線地標、設施
- 二橋國小
- 鶯歌高職
- 二橋郵局

## 連接公路
- 市道114號
- 桃60線

另北83線與 國道三號有立體交叉，但未設置交流道。